# 巴塞聖蘇
巴塞聖蘇（英語：Basse Santa Su）是西非國家岡比亞的城鎮，也是上河區的首府，位於岡比亞河南岸，距離首都班珠爾396公里，是重要的市集，2009年人口估計約18,414。
13°19′N 14°13′W / 13.317°N 14.217°W